# François Thomas Galbaud-Dufort
François Thomas Galbaud du Fort (ou Dufort), né à Nantes le 25 septembre 1743, mort de la peste le 21 avril 1801 à la ferme d'Ibrahim-Bey près du Caire (Égypte), est un général français, gouverneur général de Saint-Domingue.

## Biographie
Fils du chevalier Philippe-François Galbaud du Fort, conseiller maître à la Chambre des comptes de Bretagne et conseiller au Conseil supérieur de Saint-Domingue, et de Agnès du Breuil, et frère de César Galbaud du Fort, François Thomas Galbaud rentre à l'école d'artillerie le 31 janvier 1761. Sous-lieutenant au régiment de Toul le 22 avril 1762, lieutenant en second le 1er janvier 1763, lieutenant en premier le 15 octobre 1765, puis capitaine en second au régiment d'artillerie de Strasbourg le 1er octobre 1772. Galbaud sert en Corse de 1778 à 1783 et est nommé capitaine de bombardiers le 3 juin 1779 puis capitaine en premier le 7 octobre 1780.
Il est fait chevalier de l'ordre de Saint-Louis le 16 novembre 1788 et atteint le grade de lieutenant-colonel du 6e régiment d'artillerie à pied le 1er avril 1791. 

Commandant à Verdun le 21 juin 1792, il quitte Verdun à sa demande pour rejoindre l'armée le 12 août suivant. Il sert alors dans l'armée des Ardennes, puis dans l'armée du Nord avec le grade de maréchal de camp d'infanterie et devient gouverneur de Verdun le 12 octobre 1792.
Le 1er février 1793, il est nommé gouverneur général de Saint-Domingue mais se montre plutôt hostile aux mulâtres. Il est destitué en tant que créole par les commissaires civils Polverel et Sonthonax. Les colons et les marins insurgés contre les commissaires le mettent à leur tête, ils sont cependant battus à la bataille du Cap-français.
Galbaud fait voile vers l'Amérique du Nord, gagne les États-Unis, où il est accusé, avec Claude-Corentin Tanguy de la Boissière, de trahison à Saint Domingue et arrêté par l'ambassadeur Edmond-Charles Genêt. Il s'enfuit au Canada, puis rentre en France. Il est arrêté à Nantes, puis envoyé à Paris le 17 avril 1794. Il est libéré en décembre de cette même année. À Paris il a obtenu le soutien de Étienne Maynaud de Bizefranc de Lavaux avec qui il a fait cause commune au club des jacobins de Strasbourg en 1792.
Employé dans les bureaux du comité de salut public, section de la guerre (6e division), il est admis au traitement de réforme le 7 novembre 1797. En août 1799, il est rappelé à l'activité et mis à la disposition du général en chef de l'armée d'Angleterre, puis passe à l'armée d'Orient le 3 décembre 1799. Il est compris dans l'organisation des états-majors aux armées le 29 mai 1801, puis nommé commandant de la ville du Caire.
Il meurt le 21 avril 1801, à la ferme d'Ibrahim-Bey près du Caire.

### Sources
- Georges Six, Dictionnaire biographique des généraux & amiraux français de la Révolution et de l'Empire (1792-1814), Paris : Librairie G. Saffroy, 1934, 2 vol., p. 478
- François Labbé, Jean-Charles Laveaux (1749-1827), un aventurier littéraire, Honoré Champion, Paris, 2017.
- Bulletin de la Société Archéologique de Nantes et du Département de la Loire-Inférieure, Volume 14, 1875
- Jeremy D. Popkin, You Are All Free: The Haitian Revolution and the Abolition of Slavery, Cambridge University Press, 2010